# Vollmond über Blandings Castle
Vollmond über Blandings Castle (engl. Originaltitel Full Moon)  ist der sechste Roman des britisch-amerikanischen Humoristen P. G. Wodehouse, der auf dem Landsitz Blandings Castle spielt. Der Hausherr, der etwas verschusselte Lord Emsworth, ist Gastgeber seines aus den USA zurückgekehrten Sohns Freddie und der Familien zweier seiner Schwestern. Seine zwei Nichten Prudence Garland und Veronica Wedge sind frisch verliebt: Veronica in den US-amerikanischen Millionär Tipton Plimsoll und Prudence in den mittellosen Maler Bill Lister, der gleichzeitig der Patensohn von Lord Emsworth jüngeren Bruder Galahad ist. Dem Liebesglück stehen jedoch einige Hindernisse im Wege, die erst durch Galahads Eingreifen beseitigt werden.
Der Roman wurde in den USA von Doubleday verlegt und erschien erstmals am 22. Mai 1947. Die britische Veröffentlichung folgte am 17. Oktober 1947.

## Handlung
Lord Emsworth ist wenig erfreut, dass sein jüngster Sohn Freddie, den er ausschließlich als leichtlebigen Nichtsnutz kennt, aus den USA nach England zurückgekehrt ist. In dem schon 1935 veröffentlichten Roman Herr auf Schloss Brandings hatte Freddie sich in die Tochter eines wohlhabenden US-amerikanischen Hundekuchenfabrikanten verliebt und zur Überraschung von Lord Emsworth als Mitgift in dessen Fabrik eine sichere und gut bezahlte Anstellung erhalten.

„Für Lord Emsworth blieb es rätselhaft, welchen Mehrwert Freddie in einer Hundekuchen-Fabrik schaffen sollte, es sei denn, sie beschäftigten ihn als Vorkoster“

Freddie erwies sich in den USA als tatkräftiger Mitarbeiter in der Firma seines Schwiegervaters und soll nun den englischen Markt für „Donaldsons Hundeglück“ erobern. Das beunruhigt Lord Emsworth deutlich mehr als die Anrufe eines unbekannten Mannes, der seine in London weilende Nichte Prudence Garland als seinen Hasen bezeichnet. In Folge dieser Anrufe wird Prudence von ihrer Mutter Lady Dora auf Zwangsurlaub nach Blandings Castle geschickt – das soll jegliche unpassende Verbindung verhindern.
Zeitgleich trifft sich Freddie mit seiner Cousine Prudence und erfährt, dass der heimliche Anrufer der mittellose Kunstmaler Bill Lister ist und dass Prudence plant, ihn heimlich zu heiraten. Ihre Mutter, die Freddie als „die Frau mit dem größten Standesdünkel in ganz England“ bezeichnet, würde einer solchen Verbindung niemals zustimmen. Bill ist jedoch nicht nur ein alter Freund von Freddie, sondern auch der Patensohn ihres Onkels Galahad Threepwood. Freddie und Galahad arrangieren, dass Bill ebenfalls nach Blandings Castle reist. Lord Emsworth sucht schon länger einen Maler, der ein Porträt von seinem preisgekrönten Lieblingsschwein Kaiserin von Blandings malt und arrangiert einen entsprechenden Auftrag für Bill. Möglicherweise findet sich auf Blandings Castle auch jemand, der bereit ist, ihm die 5000 Pfund zu leihen, die er braucht, um einen Gasthof zu kaufen, der das Auskommen von ihm und Prudence sichert.
Freddie ist auch mit Tipton Plimsoll bekannt. Tipton ist unerwartet Erbe einer amerikanischen Supermarktkette geworden und hat die Monate seit dem Antritt der Erbschaft in fröhlichem Alkoholrausch verbracht. Sein Arzt prognostiziert, dass er ohne Alkoholabstinenz und einem ruhigen Leben auf dem Land bald anfangen werde, Dinge zu sehen. Eine Folge kurzer Begegnungen mit Bill Lister lassen in Tipton die Überzeugung reifen, dass sich bei ihm erste Anzeichen einer Alkoholdemenz bereits manifestieren und die gorillahafte Erscheinung von Bill Lister das „Ding“ sei, dass ihm deswegen erscheine. Willig folgt er deshalb Freddies Vorschlag, ihm nach Blandings Castle zu begleiten. Auf Blandings Castle ist Freddies Tante Hermione Wedge begeistert davon, dass ihre bildschöne Tochter Veronica den wohlhabenden Tipton kennenlernen kann. Ihre Begeisterung steigert sich noch als beide sich aneinander lebhaft interessiert zeigen. Tipton ist jedoch durch einen zufälligen Blick auf Bill Lister, der unter dem Fenster seiner angebeteten Prudence wartet, davon überzeugt, dass eine beginnende Alkoholdemenz ihm „Dinge“ vorgaukelt. Darüber hinaus muss er erfahren, dass Freddie einst mit Veronica verlobt war. Es tröstet ihn auch wenig, dass ihm Galahad die kurzzeitige Verlobung von Freddie mit Veronica Wedge damit begründet, dass diese während eines Aufenthalts auf Blanding passiert sei, in dem es die ganze Zeit geregnet habe und irgendwann habe man ja mal genug von Backgammon.
Lister kann mit seinem Malstil Lord Emsworth nicht überzeugen und er verliert den Auftrag, ein Porträt der Kaiserin von Blandings anzufertigen. Auf Galahads Vorschlag schafft es Freddie jedoch, seinen Freund erneut Zugang zu Blandings Castle zu verschaffen. Eine kleine Bestechungssumme an Lord Emsworth Chefgärtner, den Schotten Angus McAllister reicht aus, um ihn mit einem falschen Bart ausgestattet als Hilfsgärtner auf Blandings Castle tätig werden zu lassen. Leider fliegt auch diese Scharade bald auf: Bill hält die kleingewachsene und korpulente Hermione, Schwester von Lord Emsworth und Mutter von Veronica, für die Köchin und bittet sie, einen Brief an Prudence zu übermitteln.
Für Galahad Threepwood ist Veronicas bevorstehender Geburtstag der Grund, ebenfalls London und dessen abwechslungsreiches Nachtleben zu verlassen und nach Blandings Castle zurückzukehren. Ihm fällt auch sofort ein Weg ein, der Bill weiterhin Zugang zu dem Landsitz verschafft. Er stellt den mit einem falschen Vollbart ausgestatteten Bill seinem Bruder als Landseer vor in dem festen Vertrauen, dass seinem vergesslichen Bruder entgangen ist, dass der wahre Landseer, der mit dem „Röhrenden Hirsch“ (Monarch of the Glens, 1851) große Bekanntheit erlangte, seit mehreren Jahrzehnten tot ist. Das gilt so nicht für seine Schwester Constance – daher erklärt Galahad, dass es sich um einen anderen Maler handele, der mit dem Röhrenden Schwein bekannt wurde. Ein röhrendes Schwein kommt aber selbst Lord Emsworth sonderbar vor, worauf Galahad erklärt:

„Das täte es nicht, wenn du ein bisschen in der Welt herumgekommen wärst. Dann wüßtest Du nämlich, dass Rørende ein Dorf in Dänemark ist, in dem eine berühmte Schweinesorte gezüchtet wird. Auf einer seiner Kunstreisen durch Dänemark hat Landseer ein solches Schwein gemalt und es natürlich Rørende-Schwein genannt.“

Lord Emsworths Zerstreutheit führt dazu, dass Freddie am Tag des Geburtstags Veronica das wertvolle Diamantenhalsband seiner Frau Aggie gibt, während Aggie, die in Paris ist, den eigentlich für Veronica vorgesehenen Anhänger zugeschickt bekommt. Bei Tipton führt dies zu einem erneuten Eifersuchtsanfall. Er wird aber von Galahad mit der Behauptung ruhig gestellt, dass das Halsband nicht echt sei, worauf Tipton es an Prudence übergibt mit der Bitte, dieses auf ihrem Wohltätigkeitsbasar zu verkaufen. Freddie ist dagegen äußerst aufgebracht und sich sicher, dass ihm die Scheidung droht, wenn er Aggies ihren Schmuck nicht wiederbeschafft.
Galahad macht Prudence klar, dass sie mit dem Diamantenhalsband auch den Schlüssel zu ihrem eigenen Glück in der Hand hält. Da Veronicas Mutter fest davon überzeugt ist, dass Tipton die Verlobung mit Veronica lösen wird, sobald ihm jemand über den wahren Wert des Halsband aufklärt, soll sie das als Hebel nutzen, um ihre Familie zur Zustimmung ihrer Ehe mit Bill Lister zu bewegen. Dieser steht im selben Moment im Garten von Blandings Castle und sieht die aufgeregte Prudence auf dem Balkon. Da er ihre Aufmerksamkeit nicht auf sich lenken kann, nimmt er sich eine der herumliegenden Leitern um auf ihren Balkon zu steigen. Colonel Wege, Vater von Veronica, sieht dies und schließt auf einen Einbruchsversuch. Ausgerüstet mit einem Revolver und gefolgt von Dienern stürmt Colonel Wedge in Richtung von Prudence Zimmer. Bill hört die Heraneilenden rechtzeitig genug, um zu versuchen, über ein Abflussrohr sein Heil in der Flucht zu suchen. Sein gefährlicher Weg führt auch am Fenster von Tiptons Zimmer vorbei, der das kurze Auftauchen von Bill für eine weitere alkoholinduzierte Halluzination hält. Kurz darauf gibt das Abflussrohr nach – Bill stürzt ab und landet vor den Füßen von Pott, der sich als Schweinehüter um Lord Emsworths Lieblingsschwein kümmert. Pott hält Bill fest, bis Colonel Wedge hinzukommt, der ihn mit vorgehaltener Pistole abführt. Glücklicherweise stößt Galahad hinzu, der erklärt, dass es sich bei dem vermeintlichen Einbrecher um seinen Patensohn handelt und dass die Liebe zu Prudence ihn dazu bewegt hat, auf die Leiter zu steigen.

„Colonel Wedle befand sich jetzt in einer Zwickmühle. Da er im Grunde seines Herzens ein Romantiker war, hatte er nach den Enthüllungen seiner Gattin über die komplizierten Liebesgeschichte seiner Nichte Prudence eine heimliche Sympathie für den Mann ihres Herzens empfunden. Es musste für den Jungen sehr unerfreulich gewesen sein, dachte er, als man ihm kurz vor der Hochzeit die Braut vor der Nase wegschnappte […] So was wäre ihm auch gegen den Strich gegangen. Außerdem imponierte es ihm, wenn junge Männer etwas riskierten, und Bills Darbietungen an Leiter und Abflussrohr fanden seinen Beifall. Andererseits war er ein treuer Ehemann, und er wusste, dass seine Gattin für diesen Burschen nichts übrig hatte. Sie hatte sich mehr als einmal in einer Weise über ihn geäußert, die keine Missverständnisse zuließ.“

Colonel Wedge löst sein Dilemma, indem er sich dafür entscheidet, sich nicht in die Sache verwickeln zu lassen. Kurz nachdem er Galahad und Bill alleine stehen ließ, kommt Plimsoll hinzu. Er entdeckt zu seiner Erleichterung, dass Bill keine Halluzination, sondern eine reale Person ist. Seinem Liebesglück steht nun nichts mehr im Wege, während das von Prudence und Bill immer noch in der Luft hängt. Immer noch fehlen die 5000 Pfund, die notwendig sind, um den Gasthof zu kaufen, der Prudence und Bill finanziell unabhängig machen soll. Es ist schließlich Lord Emsworth, der ihnen diese Summe bereitstellt. Er ist sicher, dass, wenn das Halsband nicht zu seiner rechtmäßigen Besitzerin zurückkehrt, es zur Scheidung von Frederick und Aggies kommt. Und ein geschiedener Frederick würde wieder nach Blandings Castle zurückkehren.

## Einzelbelege
1. ↑  E. McIlvaine, L. S. Sherby, J. H. Heineman: P.G. Wodehouse: A comprehensive bibliography and checklist. James H. Heineman, New York, 1990, ISBN 0-87008-125-X. S. 81–82.
2. ↑  P. G. Wodehouse: Blandings and Elsewhere. Kapitel 1. Im Original lautet das Zitat: Lord Emsworth could conceive of no way in which Freddie could be of value to a dog-biscuit firm, except possibly as a taster.
3. ↑  P. G. Wodehouse: Vollmond über Blandings Castle, S. 15.
4. ↑  P. G. Wodehouse: Vollmond über Blandings Castle, S. 34.
5. ↑  P. G. Wodehouse: Vollmond über Blandings Castle, S. 92.
6. ↑  P. G. Wodehouse: Vollmond über Blandings Castle, S. 153.
7. ↑  P. G. Wodehouse: Vollmond über Blandings Castle, S. 195.